# Karel Roden mladší
Karel Roden ml. (v matriční knize zapsán jako Karel Eustach Hájek, 10. srpna 1914 Okříšky – 26. srpna 1992 České Budějovice) byl český herec.

## Biografie
Narodil se v Okříškách do rodiny herců Bohumila Hájka a Anděly, rozené Šedivé. Bohumil Hájek byl v té době členem divadelní společnosti v Domažlicích, jeho manželka Anna (Anděla) členkou českého divadla v Praze. Svatbu měli 7. ledna 1908 v Žamberku, ale 16. dubna 1922 bylo toto manželství rozvedeno. Karel Roden mladší si 21. prosince 1931 nechal změnit příjmení z Hájek na Hromada.
Jelikož si otec nepřál, aby se stal hercem, začal studovat zemědělskou školu v Klatovech. Záhy však školu opustil a nastoupil k divadelní společnosti Jaroslava Bittla, kde zůstal až do roku 1933. Následně pak již našel angažmá na stálých scénách. V letech 1933–1934 působil v nuselském Tylově divadle. Krom herectví tíhl i k režii a ve svých dalších působištích působil jako herec a i jako režisér. V letech 1934–1937 působil v kladenském divadle, 1937–1940 v Olomouci a v letech 1940–1945 v Jihočeském divadle v Českých Budějovicích. Po osvobození opustil budějovické divadlo, které bylo zničeno a další kroky jej zavedly do Teplic, kde setrval do roku 1947. Po opravě budějovického divadla se vrátil zpět a setrval v něm až do své smrti. V roce 1981 odešel do důchodu a v roce 1992 zemřel v Českých Budějovicích.
Filmaři Karla Rodena ml. oslovovali jen výjimečně, stalo se tak až v umělcově zralém věku.
Obdržel ocenění Zasloužilý umělec a Cenu Jaroslava Průchy. Jihočeské divadlo každou divadelní sezónu uděluje čestnou cenu za  nejvýznamnější mužský herecký výkon, která nese jeho jméno.
S manželkou Irenou (* 1931), zdravotní laborantkou, měl dva syny, rovněž herce, Karla Rodena a Mariana Rodena.

## Filmografie
- Pád Berlína I. (1949)
- Neklidnou hladinou (1962)
- Romance pro křídlovku (1966)
- Svatej z Krejcárku (1969)
- Rozsudek (1971)
- Hon na kočku (1979)
- Největší z Pierotů (1990)